# Heinrich Mosler (Parteifunktionär)
Heinrich Mosler (* 29. Januar 1911 in Schmiedeberg, Riesengebirge; † 22. August 1969 in Cottbus) war ein deutscher Parteifunktionär (KPD/SED) und Widerstandskämpfer gegen den Nationalsozialismus.

## Leben
Mosler wurde als Sohn einer Arbeiterfamilie geboren. Er erlernte nach dem Besuch der Volksschule den Beruf des Glasschleifers. 1927 trat er dem Roten Frontkämpferbund, 1929 der KPD bei. Er war als Funktionär für die KPD in Schmiedeberg tätig. 1932 wurde er Mitglied der KPD-Ortsleitung in Schmiedeberg.
Nach der „Machtergreifung“ der Nationalsozialisten 1933 beteiligte er sich am Widerstand gegen das NS-Regime. 1935 wurde er verhaftet und „wegen Vorbereitung zum Hochverrat“ zu acht Jahren Zuchthaus verurteilt. Mosler war in den Zuchthäusern Groß-Strehlitz und Luckau sowie im KZ Papenburg inhaftiert. Nach seiner Entlassung 1943 arbeitete er als Weber und setzte seine Widerstandstätigkeit fort. 
Ab Mai 1945 war er Bürgermeister von Schmiedeberg bis zur Übergabe der Gemeinde an die polnische Verwaltung. 1945/46 war er zunächst Mitglied, dann Sekretär der KPD-Kreisleitung Ostprignitz in Kyritz.
Von 1946 bis 1949 wirkte er als Vorsitzender des SED-Kreisvorstandes Ostprignitz. Von September 1947 bis 1950 gehörte er als Abgeordneter dem Landtag von Brandenburg an. Von 1948 bis 1952 war Mitglied des SED-Landesvorstandes Brandenburg, von 1949 bis 1952 wirkte er im Range eines Parteisekretärs als Erster Vorsitzender der Landesparteikontrollkommission (LPKK) der SED Brandenburg. Von September 1949 bis Februar 1950 war Mosler – in Vertretung des zum brandenburgischen Innenminister berufenen Bruno Lentzsch – vorübergehend auch Vorsitzender der Landeskommission für Staatliche Kontrolle in Brandenburg. Von 1950 bis 1958 war er Kandidat der Zentralen Parteikontrollkommission (ZPKK), von 1952 bis 1955 Vorsitzender der Bezirksparteikontrollkommission (BPKK) der SED Chemnitz bzw. Karl-Marx-Stadt. Von 1955 bis 1963 fungierte er als Zweiter Sekretär der SED-Bezirksleitung Schwerin. Von 1958 bis 1963 war Mosler Mitglied der Zentralen Revisionskommission der SED. Von 1964 bis 1969 gehörte er als Mitglied der SED-Bezirksleitung Cottbus an und wirkte zugleich als Vorsitzender der BPKK der SED Cottbus.

## Auszeichnungen
- Vaterländischer Verdienstorden in Bronze (1959) und in Silber (1961)